# Théophile (empereur byzantin)
Vous lisez un « bon article » labellisé en 2020.
Pour les articles homonymes, voir Théophile.
Théophile (en grec Θεόφιλος), né en 813 et mort le 20 janvier 842, est un empereur byzantin ayant régné du 2 octobre 829 au 20 janvier 842. Dernier défenseur de l'iconoclasme, son règne marque le prélude d'une période prospère pour l'Empire byzantin en dépit des menaces extérieures.
Il succède à son père, Michel II, à la mort de celui-ci en 829. Rapidement, il est confronté au regain des offensives arabes sur les différents fronts. En Occident, il n'est guère en mesure de préserver la Sicile dont l'invasion par les Arabo-Berbères se poursuit. Il préfère défendre la frontière orientale, souvent franchie par les armées abbassides qui pillent les provinces les plus exposées de l'Empire. Si la mort du calife Al Mamoun en 833 lui offre un répit, son successeur, Al-Mu'tasim, reprend vite les offensives. En 838, il pille Amorium, le lieu de naissance de la famille de Théophile, ce qui constitue une défaite de grande ampleur, même si les Arabes ne parviennent pas à conquérir de nouveaux territoires aux dépens de l'Empire byzantin. Sur les autres fronts, Théophile maintient la présence byzantine dans les Balkans et renforce son contrôle sur le pourtour sud de la Crimée, en entretenant de bonnes relations avec les Khazars.
Au sein de l'Empire byzantin, il maintient l'iconoclasme en vigueur depuis 815 et accroît même la répression contre les opposants, sans parvenir à faire émerger un réel soutien à cette doctrine dans la population et dans le clergé. En effet, ses déboires en matière de politique étrangère fragilisent l'iconoclasme dont la légitimité repose sur la promesse de victoires contre les ennemis de l'Empire. Son règne est aussi marqué par une renaissance progressive de l'activité culturelle et artistique. Intéressé par la culture arabo-musulmane, il est aussi passionné par l'art et l'architecture et impulse plusieurs constructions dans l'Empire et à Constantinople, attestant de la vigueur retrouvée de la civilisation byzantine, portée par une économie prospère.
Il meurt jeune, en 842, et laisse le pouvoir à son très jeune fils, Michel III, et c'est sa femme, l'impératrice Théodora, qui exerce la régence. Théophile a particulièrement intéressé les historiens modernes. En effet, au-delà de sa personnalité affirmée et de son style théâtral, son règne intervient à un moment charnière de l'histoire byzantine. Dernier représentant de l'iconoclasme, il incarne encore l'idée d'un Empire en péril, qui doit trouver son salut dans la recherche des faveurs divines et la prohibition d'une pratique idolâtre. Néanmoins, par ses ambitions diplomatiques et architecturales, son goût du faste et son attrait pour la culture au sens large, il préfigure aussi l'ère d'expansion que va connaître l'Empire, alors à l'orée de la renaissance macédonienne.

## Sources
Tout comme l'ensemble des empereurs iconoclastes, l'analyse du règne de Théophile est rendue compliquée par l'absence de sources issues d'auteurs iconoclastes. Les chroniques et écrits qui ont subsisté sont, dans l'immense majorité des cas, le fait de chroniqueurs iconodules, ce qui introduit un biais dans leurs analyses. En outre, pour la première moitié du IXe siècle, les textes ont souvent été composés ultérieurement, parfois sous l'influence des empereurs de la dynastie macédonienne, qui est arrivée au pouvoir aux dépens de la dynastie amorienne à laquelle appartient Théophile. Ils ont donc tendance à minimiser leurs accomplissements. Le récit le plus contemporain est celui de Georges le Moine qui date du règne de Michel III. Les principales autres chroniques sont celles de Théophane continué, dont l'auteur est anonyme mais qui date de Constantin VII, de Syméon Métaphraste ou encore de Jean Skylitzès.
Des auteurs plus tardifs encore et parfois extérieurs à l'Empire comme Michel le Syrien ou Bar Hebraeus apportent des éclairages utiles et généralement un point de vue différent sur les événements. Des récits arabes permettent aussi d'enrichir la perspective sur ces événements, comme les Chroniques de Tabari ou les écrits d'Al-Yaqubi. Enfin, les sources religieuses sont aussi utilisées pour mieux comprendre la controverse iconoclaste, à l'image de la Lettre à Théophile des trois patriarches orientaux.

## Contexte général

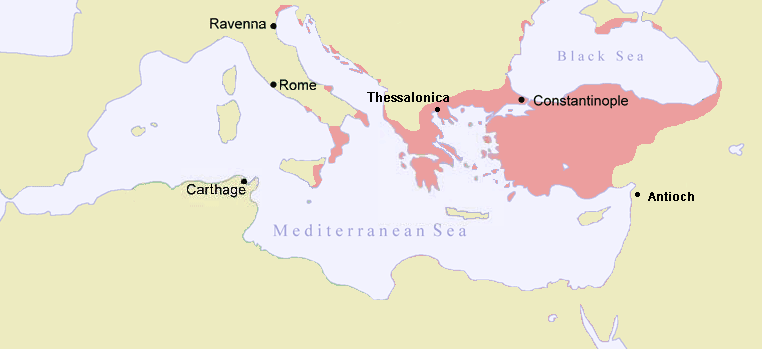
L'Empire byzantin au milieu du IX.

Quand Théophile arrive au pouvoir, l'Empire connaît le deuxième épisode iconoclaste de son histoire. Débuté en 815 quand Léon V l'Arménien bannit le culte des images, il prend la suite du premier iconoclasme instauré par Léon III en 727. Plus modéré que le premier, il incarne les incertitudes d'un Empire assailli sur ses différentes frontières et qui voit, dans le culte des images, une idolâtrie à condamner pour retrouver les faveurs divines et donc les succès militaires. Pour autant, l'iconoclasme peine à susciter une adhésion de masse, notamment parmi un clergé rétif face aux incursions du pouvoir temporel de l'Empereur dans les affaires spirituelles.
Dans la première moitié du IXe siècle, l'Empire byzantin reste fragile. Bouleversé par les invasions arabes et les incursions slaves et bulgares dans les Balkans, il s'est un peu rétabli sous les Isauriens qui règnent une bonne partie du VIIIe siècle. Depuis la mort de Constantin V en 780, l'instabilité interne règne, les empereurs se succèdent, les complots sont fréquents et les fins de règne sont généralement brutales. Les ennemis de l'Empire en profitent pour assaillir ses frontières. Le califat abbasside lance régulièrement des raids destructeurs en Asie Mineure, les Bulgares ont affirmé leur indépendance et consolidé leur Empire, l'Empire carolingien est devenu le véritable prétendant au titre impérial dans l'Europe occidentale et concurrence les Byzantins en Italie. Enfin, des Arabes se sont lancés à l'assaut de la Crète et de la Sicile sous le règne de Michel II, le père de Théophile,. Malgré tout, la situation de l'Empire n'est pas si mauvaise. À l'exception des territoires périphériques, les frontières tiennent. À l'intérieur, la démographie semble repartir à la hausse, les structures internes de l'Empire se renforcent et l'économie s'améliore. En réalité, l'Empire est sur le point de connaître une renaissance de grande ampleur quelques années plus tard, sous les Macédoniens. Le règne de Théophile se place donc à une période charnière.

## Jeunesse et arrivée au pouvoir

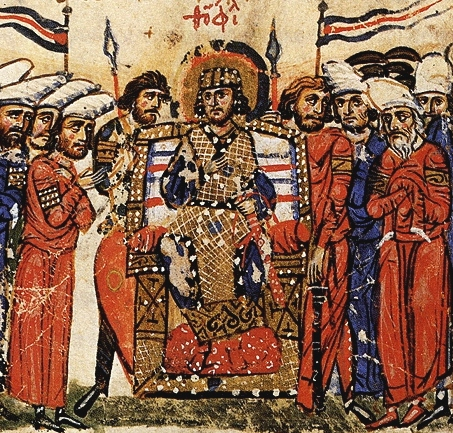
Théophile et sa cour (Chronique de Skylitzès de Madrid).

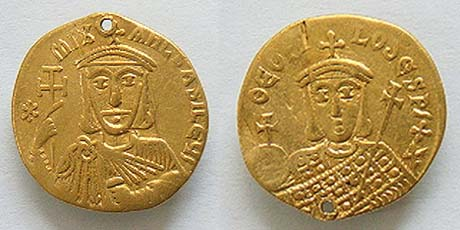
Solidus représentant Michel II à gauche et Théophile à droite.

Théophile est le fils de Michel II, le fondateur de la dynastie amorienne, et de sa première femme, Thekla. Son père l'associe au pouvoir dès le 12 mai 821, alors qu'il n'a que huit ans. Il reçoit une excellente éducation, en particulier de la part de Jean VII le Grammairien, un ardent iconoclaste. Cette influence se retrouve dès l'accession au trône de Théophile en 829 car il se révèle l'un des plus ardents empereurs iconoclastes. Contrairement à son père, il a la réputation d'être un homme cultivé et amateur d'art. Il est, semble-t-il, soucieux d'être un empereur juste. Dès son arrivée au pouvoir, il fait condamner les assassins présumés de Léon V l'Arménien, alors même que ce régicide a permis l'ascension au trône de son père. En agissant ainsi, il cherche peut-être aussi à se dissocier de cet acte violent qui marque l'arrivée au pouvoir de sa dynastie. Pour Louis Bréhier, c'est surtout une façon d'incarner l'inviolabilité de la personne du souverain. En condamnant l'atteinte physique à l'empereur, il affirme sa propre légitimité.
D'autres anecdotes témoignent de son sens de la justice. Un incident frappe ainsi fortement ses contemporains : un navire ayant apporté des marchandises de Syrie dans le port de son palais, Théophile fait demander à qui est destiné le chargement. Le capitaine répond qu'il est pour l'impératrice. Théophile fait alors brûler le navire et conseille à sa femme de faire ses achats au marché de Constantinople pour ne pas priver l'État des taxes qui y sont prélevées. De même, il a la réputation d'écouter les doléances des plus fragiles quand il circule une fois par semaine dans les rues de la capitale et de faire punir ceux qui ont pu leur porter préjudice, y compris s'ils appartiennent aux couches aisées de la population. Cette image d'un empereur juste, qu'il a soigneusement cultivée, lui survit largement puisque dans un récit byzantin du XIIe siècle, le Timarion, il est l'un des juges des Enfers avec notamment Minos et Rhadamanthe. Warren Treadgold le décrit comme intelligent, un peu trop sûr de lui et déterminé à avoir un règne glorieux. Il a aussi reçu une éducation militaire et il n'hésite pas à prendre la tête de ses troupes. Enfin, sa vie personnelle semble peu sujette aux scandales et seule une relation extra-conjugale, avec une domestique de sa femme, est rapportée par des chroniqueurs hostiles et souvent prompts à dénier toute moralité aux empereurs iconoclastes.
En dépit de son jeune âge, Théophile ne semble pas avoir cédé l'exercice du pouvoir à quelqu'un d'autre. L'impératrice douairière, Euphrosyne, l'assiste au tout début de son règne mais s'efface assez rapidement. Sa prise de pouvoir est perturbée par la fuite de Manuel l'Arménien, l'un des principaux généraux de l'Empire qui est soupçonné de conspiration par des membres de la cour impériale, visiblement à tort. Si Théophile est rapidement convaincu de son innocence, Manuel a eu le temps de rejoindre le califat abbasside où il offre ses services au dirigeant musulman,,.

## La lutte contre les Arabes
Dès le début de son règne, Théophile est confronté à la traditionnelle menace du califat abbasside. Depuis des décennies, les deux empires se livrent à une guerre de frontière faite de raids et de pillages sur les terres ennemies. En général, ce sont les Arabes qui passent à l'offensive et les Byzantins se reposent sur une organisation militaire territorialisée pour riposter au mieux. Si les expéditions les mieux connues sont celles qui sont dirigées par l'empereur ou le calife en personne, elles ne sont qu'une composante d'une guerre qui est d'abord le fait de conflits locaux, de raids de plus ou moins grande envergure et d'escarmouches difficiles à retracer précisément. Enfin, cette rivalité est aussi l'occasion d'échanges plus ou moins forts entre les deux pôles de la Méditerranée orientale et du Moyen-Orient qui se nourrissent mutuellement. Et Théophile ne manque pas de s'inspirer de son rival abbasside, lui-même étant parfois comparé au souverain Haroun ar-Rachid du début du IXe siècle.

### Entre victoires et défaites en Asie Mineure (829-832)

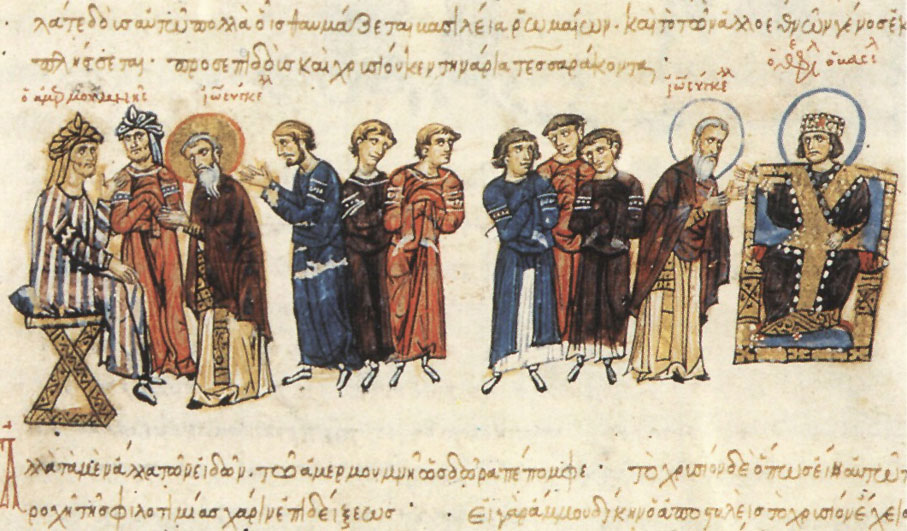
L'ambassade de Jean le Grammairien auprès du calife (Chronique de Skylitzès de Madrid).

Dès 830, une ambassade byzantine conduite par Jean le Grammairien est envoyée à Bagdad pour annoncer la succession au calife mais aussi pour contacter Manuel l'Arménien pour le convaincre de revenir au bercail, sans résultats sur le moment.
Peu après, le calife prend la tête d'une expédition qui assaille la Cappadoce byzantine. C'est la première fois depuis une vingtaine d'années que le calife franchit en personne la frontière. L'armée principale s'empare de Koron, la capitale provinciale, et met à sac les deux forteresses de Sundus et Sinan avant de se replier. Une autre armée opère plus au nord. Elle comprend dans ses rangs Manuel l'Arménien et des prisonniers byzantins engagés de force. Le général exilé parvient à neutraliser les officiers arabes et contraint l'armée musulmane à battre en retraite avant de rejoindre Théophile.
Au cours du printemps 831, ce sont les Arabes de Cilicie qui pénètrent en terre impériale par la passe d'Adata. Ils ne semblent pas très nombreux mais suffisamment confiants pour espérer piller les régions byzantines. Pour Théophile, il est primordial de parvenir à repousser une nouvelle attaque pour éviter la multiplication de raids destructeurs. Accompagné de Manuel, le domestique des Scholes, il surprend les Arabes près de Charsianon et les écrase, faisant près de 7 000 prisonniers. Pour l'empereur, c'est un triomphe qu'il met en scène à son retour. Il rentre dans Constantinople par la Porte d'Or et remonte l'avenue principale jusqu'à la basilique Sainte-Sophie, acclamé par la foule, avant d'organiser des courses de chevaux dans l'hippodrome.

Carte de la frontière arabo-byzantine.

Aux yeux du calife Al Mamoun, ce succès mérite des représailles. Les Abbassides veulent maintenir la pression sur l'Empire byzantin et il se rend en Cilicie où il reçoit 500 prisonniers arabes envoyés par Théophile en geste d'apaisement. Al Mamoun n'en tient pas compte et pénètre en Cappadoce pour se diriger vers Héraclée qui, déjà pillée en 806, préfère se rendre. L'armée abbasside se divise en trois colonnes, chacune dirigée par le calife, par son frère Al-Mu'tasim et par son fils Al-Abbas. Néanmoins, la Cappadoce, souvent victime des attaques musulmanes, n'offre que peu de prises de choix. Al Abbas parvient à s'emparer de la forteresse de Tyana et, peu après, réussit même à vaincre l'armée de secours dirigée par Théophile. Si l'empereur en réchappe, il doit laisser un butin important. À l'approche de la fin de l'été, les Arabes repassent la frontière,.

### Théophile sur la défensive (832-837)
Peu après cet épisode, Théophile envoie une ambassade dirigée par Jean le Grammairien demander le paix. Là encore, le calife rejette l'offre, au prétexte que la lettre de l'empereur fait passer le dirigeant byzantin avant le calife dans l'ordre de préséance. Au printemps 832, les Arabes s'en prennent de nouveau à la Cappadoce et visent la forteresse de Loulon, principale position militaire byzantine de la région. Le calife met le siège devant ce bastion mais les défenseurs ne cèdent pas. Al Mamoun finit par revenir à Damas et laisse le général 'Ujayf diriger les opérations. Cependant, les Byzantins parviennent à capturer le général arabe par surprise mais ce coup d'éclat reste sans suite. En effet, en septembre, Théophile se présente à nouveau pour venir en aide à ses provinces extérieures mais il est vaincu et doit se retirer, contraignant les défenseurs de Loulon à capituler en échange d'un laissez-passer. La chute de Loulon n'est pas sans conséquence. Elle signe la perte progressive de la Cappadoce pour l'Empire alors que l'armée arabe s'apprête à hiverner en terres byzantines.

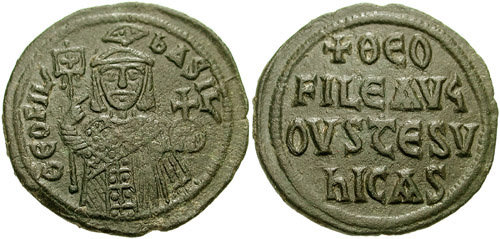
Follis frappé par Théophile vers 835 pour célébrer ses succès contre les Arabes. L'avers comprend la mention Théophile, auguste, tu as vaincu.

Théophile réitère ses propositions de paix mais encore une fois, le calife refuse et demande aux Byzantins de se convertir à l'islam. La situation se dégrade d'autant plus que l'hiver 832-833 est rude et s'accompagne d'épidémies, tandis que Al Mamoun s'apprête à lancer une vaste expédition, prétendument pour conquérir l'Empire, une première depuis le siège de Constantinople en 717-718. C'est son fils, Al-Abbas, qui en prend la tête et franchit la frontière en mai. L'objectif des Arabes est de consolider leur progression en fondant des colonies au fur et à mesure de leur avancée. Pour Théophile, le constat est sombre car ses moyens militaires sont insuffisants pour s'opposer à une telle offensive. Il tente une dernière fois d'obtenir la paix, offrant notamment un important tribut au calife mais ce dernier est déterminé à poursuivre son avance. Il s'assure de la reddition de toutes les places fortes byzantines de la Cappadoce mais, au cours de l'été, il tombe malade et meurt le 7 août. C'est la fin de la tentative d'invasion car son fils, Al-Mu'tasim, doit avant tout consolider son pouvoir et combattre la menace d'une rébellion. Les armées abbassides se retirent.
Pour Théophile, la conclusion est simple. Alors qu'il a accru la répression contre les iconodules, il peut affirmer que c'est là un signe divin que l'iconoclasme peut conduire l'Empire à la victoire, tout comme Léon V a pu s'appuyer sur son succès contre les Bulgares pour rétablir cette doctrine en 815.
Le nouveau calife est d'emblée confronté à la rébellion de la Khurramiya en Azerbaïdjan. Cette lutte intestine va avoir un impact important sur l'Empire byzantin car les forces califales parviennent à infliger une lourde défaite aux rebelles kurdes en 834. La plupart sont exterminés ou réduits en esclavage mais près de 15 000 dirigés par Nasr demandent l'asile à Théophile et se convertissent au christianisme. Pour l'empereur, c'est un nouveau signe en sa faveur. En effet, ces hommes peuvent utilement compléter son armée. Il reçoit en grande pompe Nasr, qui a pris le nom chrétien de Théophobos et lui donne en mariage une sœur de son épouse, faisant ainsi de lui son beau-frère,. Quant aux Kurdes, ils sont engagés dans l'armée byzantine au sein d'unités particulières, appelées « turmes persanes », envoyées dans différentes régions de l'Empire. Enfin, les mariages avec des épouses byzantines sont encouragés de manière à assimiler rapidement cette population,,.

### Le désastre de 838

Carte des campagnes militaires en 837-838.

Jusqu'en 838, Al-Mu'tasim n'est guère en mesure d'inquiéter les Byzantins car il reste aux prises avec les Khurramites dirigés par Babak Khorramdin qui sont restés dans son califat. Ce sont des émirs locaux qui maintiennent la pression, comme en 835 où une armée arabe bat l'empereur byzantin et le contraint à fuir. En 837, Théophile décide de lancer une campagne de grande envergure. Alors que la paix vient d'être rétablie avec les Bulgares et qu'il a incorporé les Khurramites, il peut passer à l'offensive. Il rassemble une grande armée et franchit la frontière dans la région de Mélitène avant de se diriger vers Sozopetra dont il s'empare, de même qu'Arsamosate, qui est dévastée, tandis que Mélitène est préservée en échange de sa soumission à un tribut. Satisfait de la réussite de cette démonstration de force, il se retire non sans vaincre une petite armée arabe qui tente de lui barrer le chemin,. De nouveau, il peut triompher dans les rues de Constantinople après plusieurs années d'échecs face aux Arabes,,. Si cette campagne n'a pas permis de sauver les Khurramites qui luttent encore contre Al-Mu'tasim, 16 000 d'entre eux préfèrent rejoindre l'Empire plutôt que de risquer d'être écrasés par les forces califales, tandis que Babek est exécuté,.

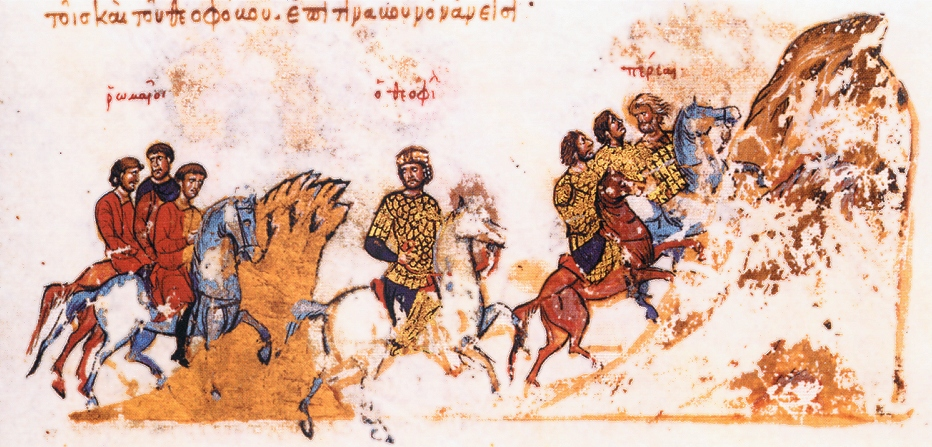
La fuite de Théophile après la défaite d'Anzen (Chronique de Skylitzès de Madrid).

Débarrassé des menaces internes, la réaction d'Al-Mu'tasim est immédiate. Dès l'hiver 837-838, un raid est lancé en représailles contre l'Empire byzantin mais c'est au printemps que le calife décide de lancer sa riposte principale. Il lève une grande armée avec comme objectif, non de piller les terres frontalières mais de s'enfoncer au coeur de l'Asie Mineure, vers Ancyre et surtout la cité d'Amorium, l'une des plus grandes de l'Empire et lieu de naissance de la famille de Théophile. Celui-ci décide de se porter à la rencontre de l'armée califale au début du mois de juin. En dépit des avis défavorables de ses généraux, il divise en partie ses forces puisqu'il laisse des renforts à Amorium avant de se diriger vers les portes ciliciennes,.

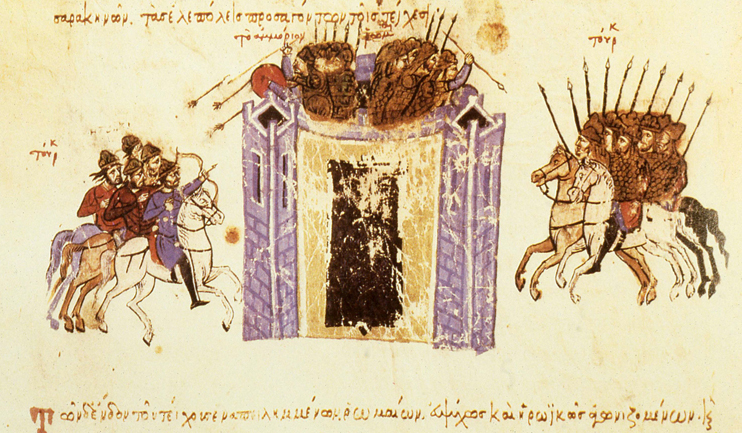
Le siège d'Amorium (Chronique de Skylitzès de Madrid).

Dans le même temps, les Arabes ont aussi divisé leur armée en deux. Le calife envoie son général, Afchin, s'enfoncer dans les Arméniaques. Théophile décide de se porter à sa rencontre mais il est sévèrement battu lors de la bataille d'Anzen. Un temps séparé du gros de son armée, l'empereur n'échappe que de peu à la capture ou à la mort mais parvient à s'enfuir. Cette défaite est un tournant, d'autant qu'une rumeur circule à propos de la mort possible de Théophile. Celui-ci est contraint de battre en retraite, d'abandonner la cité d'Ancyre à son sort et de rentrer à Constantinople. Mais le pire intervient quelques jours plus tard, quand le calife arrive sous les murs d'Amorium. Une ambassade est bien envoyée par Théophile, sans succès et le siège se met en place. Les Arabes finissent par repérer le secteur le plus fragile des murailles byzantines et le prennent d'assaut plusieurs jours durant. En dépit d'une résistance acharnée, les assiégés finissent par ployer et les forces califales parviennent à pénétrer dans la cité. La population est soit massacrée, soit réduite en esclavage et la ville complètement rasée,. En dépit du succès, Al-Mu'tasim doit se replier, sans chercher de gains territoriaux particuliers car un de ses neveux a profité de son absence pour se révolter. La retraite est compliquée et les Arabes subissent des pertes sans être en mesure de vaincre les forces byzantines toujours présentes dans la région d'Amorium ou en Cappadoce. Théophile tente, tant bien que mal, d'obtenir la paix par l'envoi de lettres. Il espère aussi faire libérer les captifs byzantins, parmi lesquels des personnages d'importance mais sans résultats,.

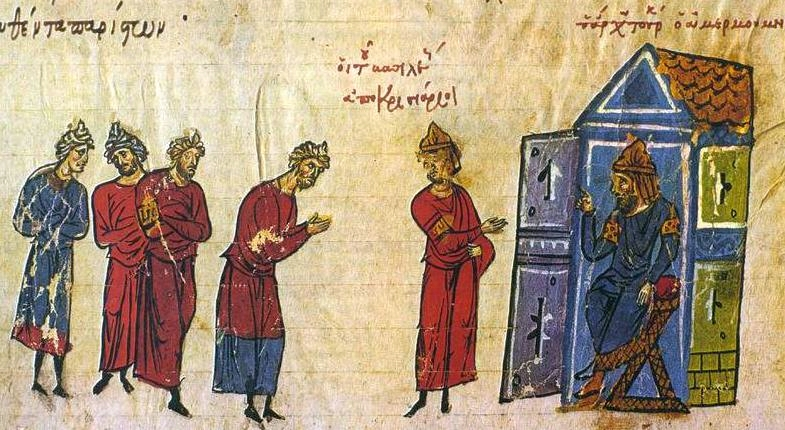
Ambassade byzantine auprès d'Al-Mu'tasim après la prise d'Amorium (Chronique de Skylitzès de Madrid).

En tant que tel, les victoires d'Al-Mu'tasim ne bouleversent pas l'équilibre des forces car l'armée byzantine n'a pas été détruite et les Byzantins ne perdent pas de territoires. Même les pertes matérielles, en dépit des destructions d'Anzen et d'Amorium, restent encore modérées. Cependant, l'Empire est sous le choc de cette campagne. L'empereur a été vaincu, contraint de fuir et la ville d'origine de sa famille réduite en cendres. Alors que les Arabes se contentaient jusque-là de raids destructeurs aux frontières de l'Empire, ils se sont enfoncés profondément jusqu'au cœur de l'Asie Mineure et ont rappelé leur capacité de destruction. Pour Théophile, les résultats de la campagne de 837 sont effacés d'un coup. Plus largement, c'est l'idéologie iconoclaste qui ressort grandement fragilisée car elle fait reposer sa légitimité sur les succès militaires qu'elle est censée provoquer. Enfin, les Khurramites et Théophobos, qui se sont réfugiés à Sinope après la bataille d'Anzen, se soulèvent et, même s'ils ne quittent pas la Chaldée, ils privent l'armée byzantine de leur concours. Néanmoins, dès 839, face à la menace d'une intervention impériale, Théophobos accepte de se soumettre et les Khurramites sont réintégrés dans l'armée byzantine.
Théophile ressort grandement marqué de cet épisode, qui semble avoir eu des conséquences sur sa santé, en dépit de son jeune âge. L'année 839, il se montre moins actif dans le gouvernement de l'Empire et se consacre à ses entreprises architecturales. Jusqu'en 841, Byzantins et Arabes restent en guerre ouverte. Théophile tente de susciter des alliances contre Al-Mu'tasim et envoie des lettres à Louis le Pieux ou au calife de Cordoue, Abd al-Rahman II, sans résultats tangibles,,. Pour autant, le conflit perd en intensité. Al-Mu'tasim reste préoccupé par les perturbations internes à son Empire et il s'avère que la campagne de 838 est la dernière menée personnellement par un calife. En 839, des incursions ont lieu de la part d'armées arabes locales, sans résultats concrets et, en 841, les Byzantins pillent Germanicia et Adata.

### La Sicile en péril

Carte présentant la conquête progressive de la Sicile par les Arabes.

Sous Michel II, les Aghlabides ont profité de la rébellion du gouverneur de l'île, Euphémius, pour envoyer une expédition en Sicile en 827. C'est le début de la conquête musulmane de la Sicile. Quand Théophile arrive sur le trône, la majeure partie de l'île reste byzantine, d'autant que le général Théodotus a réussi à vaincre les Arabes en 829. Cependant, ils conservent des têtes de pont dont ils ne vont pas tarder à se servir pour reprendre l'offensive. En 830, des renforts arrivent depuis l'émirat de Cordoue. En dépit des rivalités qui existent entre ces derniers et les Abbassides, suzerains des Aghlabides, une alliance de circonstance se met en place qui perturbe la reconquête en cours de Théodotus qui finit par périr au combat, non sans avoir contraint les Andalous à fuir. Néanmoins, les Arabes restés sur l'île mettent le siège devant Palerme, qui tombe en 831. Les Musulmans tiennent désormais la moitié occidentale de l'île.
Une période de répit suit la prise de Palerme que Théophile ne peut exploiter. Trop occupé à repousser Al-Ma'mun, il n'a guère les moyens d'ouvrir un nouveau front en Occident,. Bientôt, c'est une guerre d'escarmouches, d'embuscades et de coups de mains qui se met en place en Sicile. Les Arabes multiplient les actions contre les possessions byzantines de l'île qui résistent, tant bien que mal. La cité d'Enna, au centre de l'île, est l'objet de toutes les attentions car sa conquête par les Arabes renforcerait leur contrôle de la Sicile. En 838, Théophile réagit enfin et envoie une armée de secours dirigée par Alexis Mousélé. En dépit des succès du général byzantin, il est soupçonné de conspiration et rappelé à Constantinople en 839. Jusqu'à la mort de Théophile, les Arabes multiplient les offensives et s'emparent de plusieurs places fortes qui leur permettent d'envisager des raids jusqu'au sud de l'Italie continentale, puisqu'ils s'emparent de Tarente en 840 et détruisent une flotte vénitienne qui tente de s'interposer aux environs du détroit de Messine en 841,.

## Reprise de la guerre avec les Bulgares

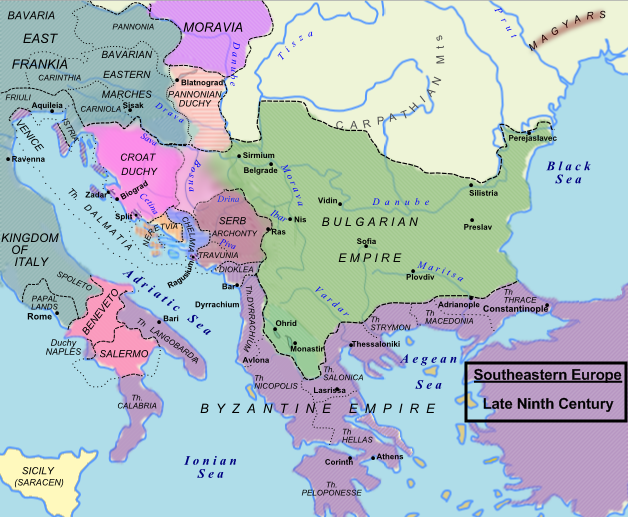
Carte de l'Empire bulgare au milieu du IXe siècle. La partie en orange clair est conquise par les Bulgares après la mort de Théophile.

Le règne de Théophile voit une résurgence du conflit entre Byzance et le Premier Empire bulgare. Les deux rivaux sont en paix depuis le traité byzantino-bulgare de 816 mais, vers 836, les hostilités reprennent. Le déroulement exact des événements reste difficile à retracer mais des escarmouches se produisent à la frontière. Les Bulgares, dirigés par le kavhan (sorte de premier ministre) Isbul vainquent les Byzantins dans les environs de Philippopolis dont ils s'emparent. Théophile réagit par l'envoi de son césar Alexis Mousélé qui reconquiert les terres entre le Strymon et le Nestus, perdues à l'occasion du traité de 816. Dans le même temps, une flotte byzantine vient en aide à des Byzantins exilés dans les environs des bouches du Danube où ils ont été déportés par Kroum lors de son invasion des provinces européennes de l'Empire. Dirigés par Cordylès, ils ont envoyé un message à Constantinople et parviennent à rejoindre l'embouchure du Dniestr où les attend la flotte byzantine qui les transporte jusqu'à Constantinople, où ils sont reçus par Théophile.
Il est possible que cette expédition de la flotte byzantine soit l'élément déclencheur de la reprise des combats, dès lors que le khan bulgare, Malamir, estime qu'il s'agit d'une violation du traité de 816. C'est notamment l'avis de Warren Treadgold. Cependant, la récupération des Byzantins exilés est parfois datée d'après la guerre des frontières. Dans tous les cas, les deux empires finissent par faire la paix vers 837. Cette trêve s'explique d'autant mieux qu'au même moment, les Serbes représentent une menace grandissante pour les Bulgares dans les Balkans. Une guerre finit par opposer les deux peuples de 839 à 842 et il est possible que les Byzantins aient apporté leur soutien à Vlastimir, le prince serbe.
En 841, la situation des Balkans est de nouveau perturbée, cette fois par une rébellion infructueuse des Slaves implantés près de Corinthe, sûrement en réaction au rétablissement progressif de la souveraineté byzantine dans la région.

## Relations avec les Khazars

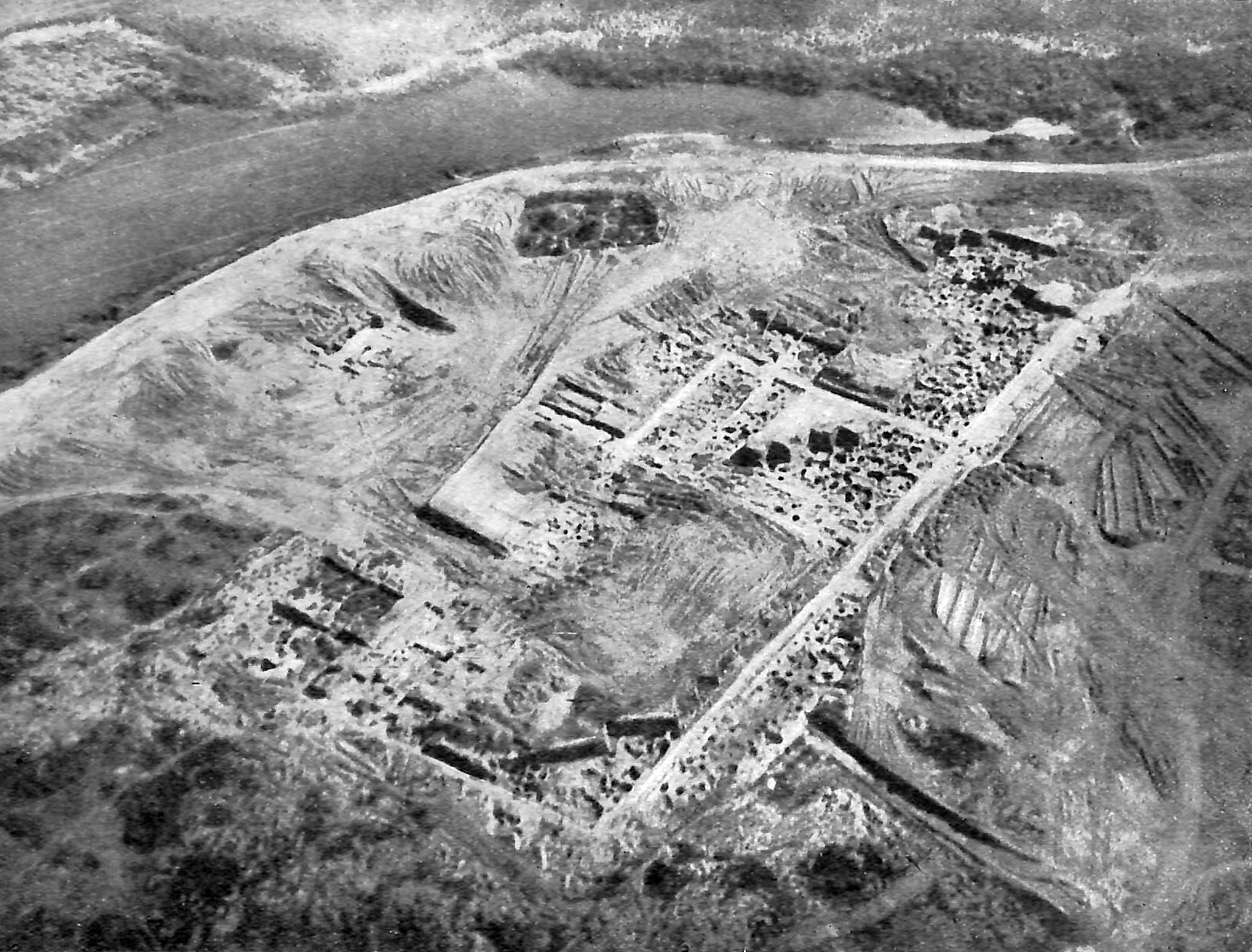
Photographie aérienne des fouilles menées à Sarkel dans les années 1930.

Le règne de Théophile est marqué par le renforcement de l'alliance entre les Byzantins et les Khazars. Ceux-ci occupent la steppe pontique et la Crimée et constituent des alliés de longue date de l'Empire, notamment face aux peuples nomades susceptibles de faire irruption dans la plaine danubienne. Au IXe siècle, les Khazars sont confrontés à la montée en puissance des Rus'. Ils demandent l'assistance des Byzantins pour fortifier la région du Don. Théophile accepte car il craint qu'une défaite des Khazars ne conduise les Rus' à s'emparer de l'entièreté de la Crimée, dont la région de Cherson détenue par Byzance, puis à sillonner la mer Noire. Un ingénieur, Pétronas Camatéras, est envoyé bâtir une puissante forteresse à Sarkel,.
En échange, les Khazars cèdent des territoires aux alentours de Cherson et Théophile décide de renforcer son emprise sur ce territoire, jusque-là très autonome, pour le protéger des incursions Rus'. Le thème de Cherson, aussi appelé « Klimata », est créé sur le modèle des autres thèmes de l'Empire. Pétronas Camatéras en est nommé stratège, sans pour autant remettre en cause toutes les prérogatives détenues par les autorités civiles de la cité que sont les archontes,,.
En dépit de ces relations étroites avec les Khazars, Théophile reçoit ce qui pourrait être la première ambassade des Rus' en 838, avec qui il conclut un accord. Cette décision symbolise la prise en considération d'un changement géopolitique progressif qui voit la montée en puissance des Rus' au nord de la mer Noire.

## Un empereur iconoclaste

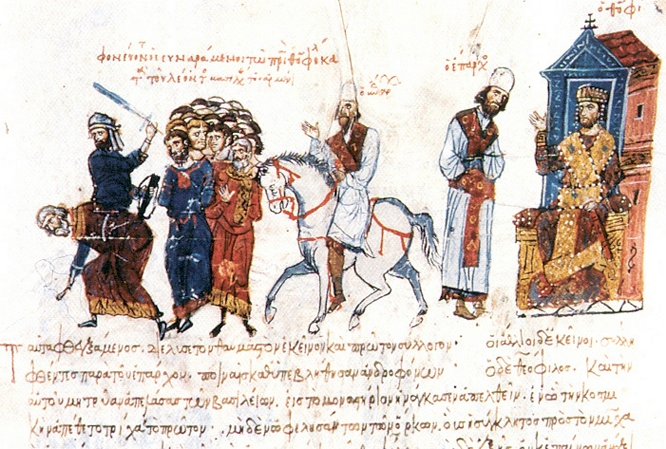
La répression des iconodules par Théophile (Chronique de Skylitzès de Madrid).

Depuis plus d'un siècle, l'Empire byzantin est agité par la crise iconoclaste. Dans les années 720, Léon III a introduit l'interdiction du culte des images alors en plein essor dans l'Empire. Interdite par Constantin V, la vénération des images est d'abord rétablie par Irène l'Athénienne en 787 avant d'être interdite de nouveau, mais de manière plus modérée, par Léon V l'Arménien en 815. Les partisans de l'iconoclasme ont la conviction que le bannissement d'une pratique apparentée à de l’idolâtrie peut conduire l'Empire sur le chemin de la victoire. En effet, l'époque de Léon III et Constantin V reste considérée comme celle d'une renaissance politique et militaire après les désastres subis au cours du VIIe siècle. Enfin, au-delà d'une querelle théologique, c'est aussi la rivalité politique entre l'empereur et le clergé qui s'exprime, dans un contexte byzantin où le pouvoir temporel et le pouvoir spirituel s'affrontent autant qu'ils se complètent.
Le second iconoclasme, dans lequel s'insère le règne de Théophile, est moins radical que le premier. Quoique soutenu par les autorités impériales, il peine à susciter une adhésion massive. Le clergé, dans sa majorité, reste opposé à cette doctrine. Il est rétabli pour des raisons de politique intérieure par Léon V, afin de renforcer son pouvoir après son usurpation du trône, et son successeur Michel reste souple dans son application. Théophile apparaît comme le plus convaincu des trois empereurs de la validité théologique et intellectuelle de l'iconoclasme. Dès le début de son règne, il s'attache à le défendre mais reste, lui aussi, modéré. Il fait interdire la création d'images destinées à être vénérées et remplacer celles existantes par des images aniconiques.

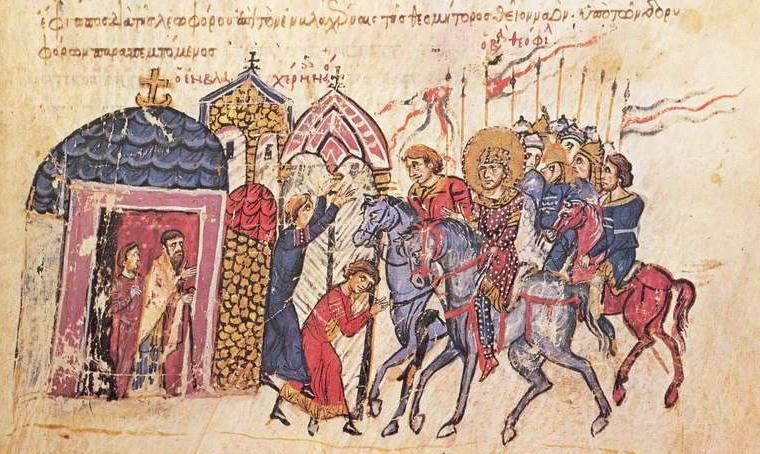
L'empereur Théophile visite l'église Sainte-Marie-des-Blachernes. Miniature issue de la chronique de Skylitzès de Madrid.

Néanmoins, fragilisé par les assauts arabes au début de son règne, il fait face à un pamphlet des iconodules vers l'année 831 qui, sur un ton prophétique, annonce la mort de l'empereur. Théophile prend au sérieux la menace car un écrit similaire a prophétisé la mort des deux précédents empereurs. Il ne tarde pas à soupçonner Méthode, le légat papal brièvement emprisonné par Michel peu avant son décès. Il est arrêté avec Euthyme de Sardes, autre figure centrale de la résistance à l'iconoclasme, et envoyés sur l'une des îles des Princes où ils subissent un interrogatoire qui coûte la vie à Euthyme. Joseph de Thessalonique, frère du célèbre contemporain Théodore Studite qui a souvent résisté aux immixtions impériales dans les affaires religieuses, est aussi arrêté,.
En 833, Théophile renforce la répression, peut-être en relation avec la dégradation de la situation en Asie Mineure. L'empereur espère sûrement obtenir les faveurs divines par une politique plus dure. Il ordonne d'arrêter tout membre du clergé qui n'est pas entré en communion avec les autorités iconoclastes, ce qui inclut principalement des moines. Un grand nombre d'entre eux se sont montrés hostiles à l'iconoclasme dès 815 et plusieurs préfèrent se cacher dans différents endroits dans l'Empire, alors même que les individus suspectés de donner l'asile à des iconophiles sont menacés d'être expropriés,. Deux moines palestiniens, les frères Théodore et Théophane, sont les symboles de cette persécution et leurs fronts sont gravés au fer rouge. Néanmoins, la persécution reste circonscrite à des figures importantes de l'opposition iconodule et se concentre majoritairement à Constantinople. Dans les provinces, la répression est largement plus limitée et nombre de monastères servent de lieu de refuge pour les partisans des images.
En 837, à la mort du patriarche Antoine Ier de Constantinople, Théophile nomme comme successeur Jean VII le Grammairien, un des plus fervents partisans de l'iconoclasme, qui est d'ailleurs l'homme d'église nommé en 814 par Léon V pour faire aboutir le retour de cette doctrine.
En dépit des efforts de Théophile et de l'étendue de la répression, qui reste difficile à mesurer car probablement exagérée par les chroniqueurs acquis à la cause iconodule, l'iconoclasme est au crépuscule de son histoire. En effet, certains des proches de l'empereur, dont sa femme, sont des partisans des images, ce qui relativise l'idée d'une application dure de l'iconoclasme. Le mouvement ne séduit guère la population et moins encore le clergé. En outre, le sac d'Amorium met définitivement un terme à la croyance de succès militaires qui découlent de l'iconoclasme. Selon l'historien Mark Whittow, cette défaite est « un désastre humiliant qui défie les pires défaites des empereurs iconodules » et prive l'iconoclasme de son meilleur argument.

## Réformes intérieures

Les thèmes byzantins d'Asie Mineure à la mort de Théophile.

Au cours de son règne, Théophile mène différentes réformes intérieures. Il réorganise l'administration provinciale par la création de circonscriptions territoriales. Comme déjà vu, le thème de Cherson a été fondé sur la rive méridionale de la Crimée. Selon Warren Treadgold, il élève l'archontat de Dyrrachium au rang de thème, probablement pour renforcer la présence byzantine dans la mer Adriatique qui a régulièrement été contestée, notamment par l'Empire carolingien. Il assure aussi de maintenir les liens avec la république de Venise qui constitue un protectorat byzantin. Néanmoins, des dates alternatives et plus anciennes ont été proposées pour la fondation de ce thème, qui remontent parfois au règne de Nicéphore Ier entre 802 et 811.
C'est aussi aux alentours du règne de Théophile que la frontière de l'Asie Mineure est peu à peu réorganisée. Les thèmes de Chaldée voire de Paphlagonie sont peut-être créés sous son règne pour renforcer les défenses de la côte septentrionale de l'Asie Mineure,. Il est possible que Théophile ait contribué à la création ou à la consolidation des kleisoura. Ces circonscriptions, différentes des thèmes, recouvrent les passes montagneuses à la frontière byzantino-arabe et sont fortement militarisées pour prévenir les pénétrations musulmanes. Ce sont notamment les futurs thèmes de Charsianon, Colonée et Cappadoce. Concernant cette dernière région, elle semble être élevée au rang de thème dès 830,. Cette organisation favorise une autonomie d'action pour les armées locales qui peuvent efficacement s'interposer face aux incursions arabes, en particulier celles des émirs frontaliers. Ainsi, le raid byzantin qui pille Germanicée et Adata en 841 est conduit directement par des forces locales, sans intervention de Constantinople et en réaction à une incursion musulmane.
Économiquement, l'Empire jouit d'une prospérité durable. Les finances impériales sont excédentaires. Il semble que les réformes fiscales et administratives de Nicéphore Ier (802-811) ont contribué à renforcer les assises de l'Etat. Cette bonne santé économique se mesure aux réalisations artistiques et architecturales coûteuses de Nicéphore, ainsi qu'à sa capacité à intégrer les Khurramites dans les effectifs de l'armée, et donc à assurer leur solde. Enfin, il relance la production de pièces de bronze, les follis, très utilisées pour les échanges quotidiens. C'est d'ailleurs aux environs de son règne que deux centres d'émission de monnaies en bronze sont créés, à Thessalonique et en Crimée, tandis que le nombre important de follis retrouvés dans le sud des Balkans à cette époque témoigne du regain de présence byzantine dans la région.

## Un empereur cultivé

Carte du télégraphe optique conçu par Léon le Mathématicien, vraisemblablement sous Théophile.

Théophile est un amateur d'art et d'architecture. Son règne voit fleurir plusieurs monuments alors que depuis la mort de Justinien (en 565), la production architecturale de l'Empire s'est restreinte en raison de ses pertes territoriales et d'un certain recul démographique. Il fait restaurer et agrandir le Palais impérial, le décorant de marbre et de mosaïques, et participe à l'aménagement du quartier des Blachernes, une zone de la capitale située juste à l'extérieur des murailles. Il entreprend aussi une profonde restauration des remparts, notamment maritimes, comme l'attestent plusieurs inscriptions,. Après la défaite d'Amorium, il fait refaire les portes de bronze de la basilique Sainte-Sophie. Comme souvent parmi l'aristocratie byzantine, l'empereur et sa famille patronnent un certain nombre de monastères à Constantinople comme le monastère de Saint-Panteleimon créé à l'instigation de Théodora. Parmi les constructions les plus célèbres de son règne, la forteresse de Sarkel, déjà citée, est bâtie pour le compte des Khazars et atteste l'expertise architecturale des Byzantins, en particulier en matière de bâtiments militaires. En-dehors de Constantinople, il fait peut-être construire la petite église Sainte-Sophie à Bizye, en Thrace, ou encore un palais d'inspiration abbasside sur la rive asiatique du Bosphore.
Au-delà de l'architecture, son règne connaît un regain d'activité intellectuelle qui préfigure la renaissance macédonienne. Il soutient Léon le Mathématicien, grand érudit du milieu du IXe siècle, qui prodigue son enseignement à Constantinople, posant les bases de la future université de Constantinople créée peu après la mort de Théophile. Léon élabore aussi un système de télégraphe optique qui relie la forteresse de Loulon en Asie Mineure à Constantinople et doit permettre d'informer au plus vite la capitale d'un assaut des Arabes,.
Théophile a laissé le souvenir d'un empereur cultivé et, surtout, ouvert à la culture arabo-musulmane. En dépit de la profonde rivalité entre l'Empire byzantin et le califat abbasside et des guerres incessantes, Théophile se montre intéressé par la civilisation développée à Bagdad. Il contribue à donner un luxe et une sophistication à la cour impériale, peut-être en partie pour concurrencer Bagdad. Il décore d'or la salle de la Magnaure qui abrite le trône de l'empereur. Pour en accroître la majesté, il y installe des statuts animées, notamment des lions dont la gueule peut s'ouvrir grâce à un ingénieux mécanisme et qui émettent un rugissement au travers d'instruments de musique. De même, des oiseaux animés peuplent un arbre doré et chantent, toujours grâce à une machinerie cachée. Tout cela a pour objectif de magnifier la personne de l'empereur dont l'apparition s'accompagne de tout un décorum. Un trésor d'orfèvrerie, le pentapyrgium, est créé,. Des pièces de soie brodées ont aussi été retrouvées, en lien avec le règne de Théophile et célébrant certains de ses accomplissements comme la campagne contre les Arabes en 837.

## Fin de vie et succession

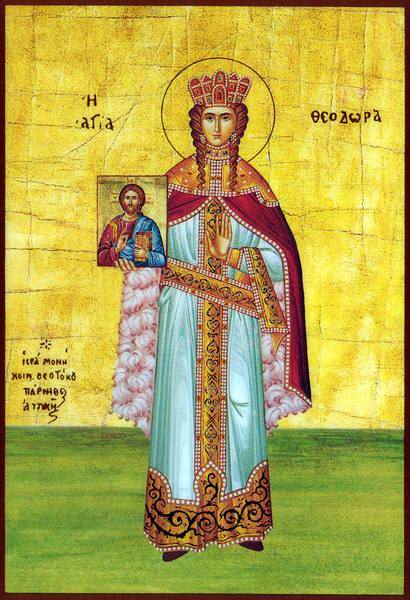
Théodora, représentée sur une icône grecque du XIXe siècle, rétablit le culte des images peu après la mort de Théophile.

Théophile meurt à 29 ans, le 20 janvier 842, des suites d'une maladie qui pourrait être la dysenterie. Il a souvent été rapporté que le choc de la destruction d'Amorium a altéré sa santé et précipité sa mort mais cela n'est qu'une hypothèse mal étayée. Au début de son règne, en l'absence de descendance mâle, la succession devait échoir à Alexis Mousélé, l'époux de sa première fille, mais en 842, un de ses deux fils, Michel, est toujours vivant. Craignant qu'il ne soit mis à l'écart par Théophobos, qui dispose d'une influence importante dans l'Empire, il semble l'avoir fait exécuter peu avant sa mort. Quelques jours avant sa mort, Théophile rassemble la cour et, dans un discours qui reprend les canons de la culture politique byzantine en matière de succession, officialise son choix de confier le trône à son fils. Ainsi, en dépit de son jeune âge (trois ans), Michel devient empereur mais la régence est assurée par sa mère, Théodora, accompagnée de sa grande sœur, Thékla. L'une de ses premières mesures est de rétablir définitivement le culte des images, mettant fin à cette querelle théologique et au mouvement iconoclaste dont Théophile est le dernier représentant,. Elle invente même le repentir de son époux agonisant, qui aurait baisé une image qu'elle tenait sur elle, contribuant à réhabiliter sa mémoire aux yeux de ses contemporains. En faisant cela, il se pourrait aussi qu'elle ait désiré assurer sa légitimité de régente face au clergé iconodule, puisqu'elle n'apparaît plus comme la veuve d'un iconoclaste.

## Union et postérité

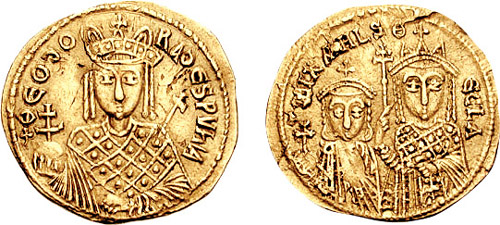
Solidus représentant Michel III d'un côté et sa mère Théodora avec sa soeur Thékla de l'autre.

L'empereur Théophile épouse, en 830, Théodora, une fille de Marinos, drongaire en Paphlagonie, et de Théoctista Phlorina. Elle est sélectionnée à la suite d'un concours de beauté organisée par Euphrosyne, la belle-mère de Théophile. C'est alors une pratique courante au sein de la cour byzantine. Théodora reste une partisane du culte des images en dépit de l'iconoclasme de son mari. Ils ont plusieurs enfants :
- Thékla, probablement la première fille de Théophile ;
- Anna, moniale ;
- Anastasia, moniale ;
- Constantin, mort jeune vers 830-835, il est couronné comme coempereur ;
- Maria, épouse en 837 d'Alexis Mousélé, qui obtient le titre de César la même année et devient le successeur désigné de Théophile tant que ce dernier n'a pas de fils ;
- Pulchéria, moniale ;
- Michel, né en 840, il devient l'héritier naturel.

Théodora et ses quatre filles sont en 858 tondues moniales sur l'ordre de Michel III et enfermées d'abord au monastère du Carien, où elles vivent misérablement puis transférées au monastère de Sainte-Euphrosyne ; finalement les trois survivantes, Thékla, Anastasia et Pulchéria, sont enterrées par Basile Ier avec leur mère Théodora et leur grand-mère Théoctista au monastère de Gastria.

## Historiographie
En tant qu'empereur iconoclaste, Théophile a souffert du jugement de ses contemporains, souvent acquis à la cause du culte des images. Il est donc généralement décrit comme tyrannique voire cruel, en raison du regain de persécution dont font l'objet les défenseurs des icônes. Edward Gibbon reprend les analyses des chroniqueurs byzantins. Il estime que sa « valeur fut téméraire et infructueuse et sa justice arbitraire et cruelle ». Il en fait aussi l'archétype du despote oriental, rendant lui-même la justice, souvent dans l'excès. Néanmoins, Juan Signes Cordoner fait remarquer que Théophile jouit d'une image moins déplorable que la plupart des autres empereurs iconoclastes parmi les chroniqueurs byzantins, ce qui attesterait la réussite de sa propagande par laquelle il s'est bâti la réputation d'un empereur juste et cultivé, et des efforts de sa femme pour faire vivre cette mémoire après sa mort.
Le règne de Théophile a fait l'objet d'un intérêt assez vif de la part des historiens. Plusieurs éléments ont retenu l'attention, notamment son goût prononcé pour la culture arabe, sa tentative vouée à l'échec de relancer l'iconoclasme, son attrait pour une mise en scène théâtrale ou ses difficultés en Asie Mineure. Plus encore, il gouverne à un moment charnière de l'histoire byzantine, à l'aube d'une renaissance majeure et au terme d'une lente reconstruction qui a fait suite à la grave crise du VIIe siècle. Georg Ostrogorsky estime que s'il n'est pas un grand souverain, sa personnalité « attachante » mérite l'attention. Il le qualifie de chimérique dans son goût pour l'art musulman et l'iconoclasme et note son goût de la mise en scène, tant dans sa manière de rendre la justice que dans le luxe qu'il déploie au sein de la cour. Tous ces éléments contribuent, selon lui, à entretenir une légende autour de cet empereur.
Des historiens ont émis des jugements particulièrement favorables sur Théophile. Louis Bréhier estime que « son règne est très brillant et peut être regardé comme le début de la renaissance de l'Empire ». Il rejette les avis des chroniqueurs de l'époque comme calomnieux et met en avant son attrait pour la culture, « ce qu'on n'avait pas vu depuis longtemps ». Il va jusqu'à considérer qu'au terme de son règne, les Arabes ressortent vaincus des guerres menées en Asie Mineure car ils n'ont pu obtenir ni la paix, ni de gains territoriaux substantiels. Juan Signes Cordoner remarque que les historiens sont généralement magnanimes à l'égard des échecs de Théophile. Il met en avant la réputation d'empereur malchanceux qui naît de la monographie que John Rosser consacre à Théophile, une image que reprend Warren Treadgold.
D'autres historiens, comme Leslie Brubaker et John Haldon, estiment que les défaites extérieures de Théophile sont à relativiser car les concessions territoriales sont réduites. En revanche, il maintient un intense réseau diplomatique avec les Khazars, les Francs et jusqu'au califat de Cordoue, ce qui témoigne de la vitalité de l'Empire byzantin dans le jeu géopolitique. En outre, ses réformes intérieures s'inscrivent dans une tendance longue, « qui posent les fondations de la hausse progressive de la puissance économique et militaire de l'Empire dans la deuxième moitié du IXe siècle et tout au long du Xe siècle ». Au-delà, le règne de Théophile s'intègre bien dans une dynamique de plus long terme qui marque un certain regain de puissance de l'Empire byzantin. Économiquement, les échanges s'accentuent et l'émission monétaire progresse. Selon Warren Treadgold, « l'esprit expansionniste que les historiens datent généralement du début du règne de Michel III est principalement l'héritage de Théophile ».